# アンノウン・モータル・オーケストラ
アンノウン・モータル・オーケストラ（Unknown Mortal Orchetra）はアメリカ合衆国のサイケデリック・ロック・バンド。
ニュージーランド出身のルーバン・ニールソンとジェイコブ・ポートレイトを中心として、2010年にポートランドで結成された。現在までに5つのスタジオアルバムをリリースしている。

## 来歴

### 2010年 - 2012年：Unknown Mortal Orchestra
2010年3月、ルーバン・ニールソンは前身のバンドであるザ・ミント・チックスを脱退し、ニュージーランドからオレゴン州・ポートランドに移住した。ルーバンの脱退後すぐにザ・ミント・チックスは解散する。音楽業界に嫌気が差していたルーバンは当初、アートスクールに通っていた経験を活かしてイラストレーターになろうと考え、映画制作会社でインターンとして働き始めた。この生活が充実したものとなったことから、ルーバンは音楽への情熱を再び取り戻し、作曲活動を再開する。
2010年5月、ルーバンはデビューシングル『Ffunny Ffriends』をBandcampにリリースする。ルーバンはこの曲を、「ザ・ミント・チックスの新作を楽しみにしている人たちに合わせる顔がない」という理由から匿名で投稿した。この曲は数日のうちにPitchforkをはじめとする多数のメディアに取り上げられ、高く評価された。またルーバンは複数のレーベルから、どのようなバンドなのか、他に曲はないのか、といった連絡を次々に受ける。その後ルーバンは、音楽活動を再開するべきかどうかの自問の末、新しいバンドを始めることを決意し、ジェイコブ・ポートレイトらとともにアンノウン・モータル・オーケストラを結成した。
2011年6月にデビューアルバム『Unknown Mortal Orchestra』がFat PossumとTrue Panther Soundsよりリリースされた。このアルバムは2012年にTaite Music Prizeを受賞した。また、New Zealand Music AwardsではBest Alternative Albumにノミネートされ、ルーバン個人としてはBest Male Artistを受賞した。

### 2012年 - 2014年：Ⅱ
2012年9月、JagJaguwarと契約。2013年2月にセカンドアルバム『II』がJagJaguwarよりリリースされた。このアルバムは2013年にNew Zealand Music AwardsでBest Alternative Albumを受賞した。2014年にはTaite Music Prizeにノミネートされた。
2013年2月には初来日し、Hostess Club Weekenderに出演。

### 2015年 - 2017年：Multi-Love
2015年5月にサードアルバム『Multi-Love』がリリースされた。このアルバムは2016年のTaite Music Prizeにノミネートされた。
2017年2月には初の単独来日公演を行う。サポートアクトとして、the perfect me、FAKE TEARS、Tempalayが出演した。

### 2018年 - 2020年：Sex & Food
2018年4月に4枚目のアルバム『Sex & Food』がリリースされた。
2018年10月には初のインストゥルメンタルアルバム『IC-01 Hanoi』がリリースされた。
2018年9月には単独来日公演を行う。サポートアクトとしてTempalayが出演した。2019年7月にはフジロックフェスティバルのホワイト・ステージに出演。

### 2021年 - 現在：Ⅴ
2023年3月に5枚目のアルバム『Ⅴ』がリリースされた。このアルバムは2024年のTaite Music Prizeにノミネートされた。
2025年3月には2枚目のインストゥルメンタルアルバム『IC-02 Bogotá』がリリースされた。

## メンバー
- ルーバン・ニールソン （Ruban Nielson） - リードボーカル、ギター、ドラム、ベース、ピアノ、キーボード、シンセサイザー
- ジェイコブ・ポートレイト（Jacob Portrait） - ベース、シンセサイザー、バックボーカル
- コディ・ニールソン（Kody Nielson） - ドラム、パーカッション、シンセサイザー、バックボーカル

## ディスコグラフィ

### スタジオアルバム
- Unknown Mortal Orchestra (2011年)
- II (2013年)
- Multi-Love (2015年)
- Sex & Food (2018年)
- V (2023年)

### インストゥルメンタルアルバム
- IC-01 Hanoi (2018年)
- IC-02 Bogotá (2025年)

### EP
- SB-01 (2013年)
- SB-02 (2014年)
- SB-03 (2015年)
- SB-04 (2016年)
- SB-05 (2017年)
- SB-06 (2018年)
- SB-07 (2019年)
- SB-08 (2020年)
- SB-09 (2021年)
- SB-10 (2022年)
- CURSE (2025年)

## 来日公演
- 2013年
  - 2月2日、東京 Zeep DiverCity - Hostess Club Weekender[7]
- 2017年
  - 2月27日、東京 渋谷 duo MUSIC EXCHANGE[9]
- 2018年
  - 9月23日、東京 WWWX[10]
- 2019年
  - 7月27日、新潟 苗場スキー場 - FUJI ROCK FESTIVAL'19[11]